# Clarendon Castle

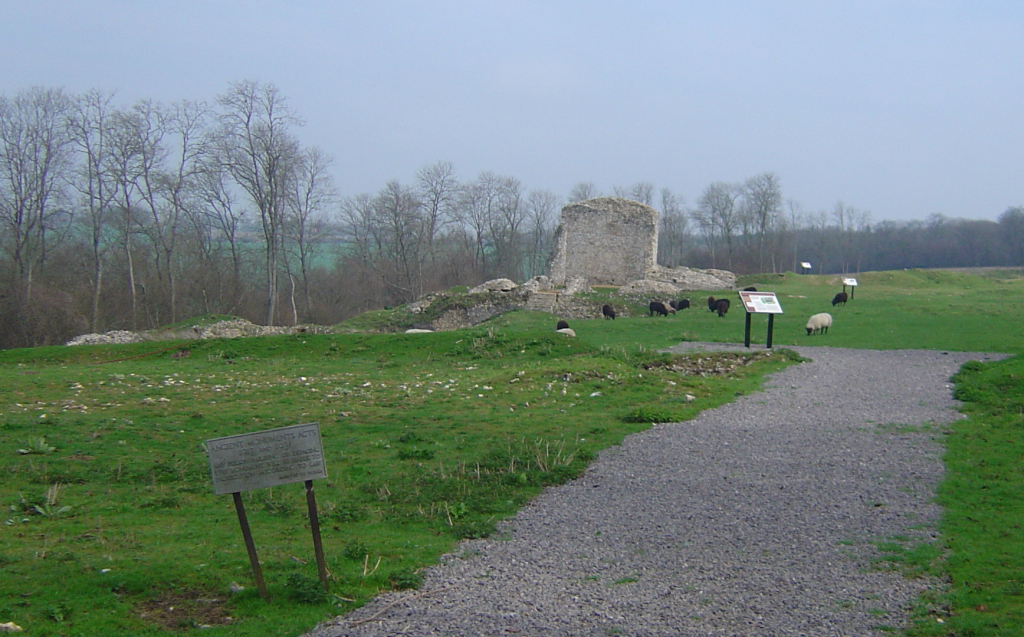
Ruinerna av Clarendon Castle

Clarendon Castle är en ruin efter ett kungligt engelskt slott i Wiltshire, nära Salisbury.
Orten är känd för två riksförsamlingar som hölls där under kung Henrik II:s regering.  
På den som hölls år 1164, fastställdes stadgarna Constitutions of Clarendon. Enligt dem skulle brottsliga klerker i världsliga mål svara inför världslig domsrätt. Överklagande till Rom var inte tillåtet utan kungens medgivande. Ingen kyrkoperson fick lämna landet utan kungens tillstånd. Genom dessa stadgar, vilka utfärdades såsom en kodifikation av gammal sedvanerätt, bröts hierarkins makt i England. De genomfördes på riksmötet mot ärkebiskop Thomas av Beckets protester och gav närmaste anledning till striden mellan honom och kung Henrik. Även påven Alexander III protesterade skarpt mot stadgarna. 
På riksförsamlingen i Clarendon 1166 antogs en annan viktig stadga, Assize of Clarendon, vilken företer vissa likheter med Sveriges edsörelagar. Denna stadga om kungsräfst införde flera betydelsefulla reformer i den engelska rättskipningen; särskilt ordnades därigenom grevskapsjuryns verksamhet och avskaffade äldre bevismedel, såsom edsgärdsmän och tvekamp.